# Аминево (Чишминский район)
Ами́нево (баш. Әмин) — село в Чишминском районе Республики Башкортостан. Входит в состав Арслановского сельского поселения.

## Символика

### Герб

#### Описание герба и его символики
Традиционный щит, разделённый на две части. В верхней части щита 
…в белом поле, поверх зелёная оконечность, из которой выходит посредине зелёного цвета гора на пяти холмах того же цвета; поверху же обрамлённый изображением подсолнуха  в виде трубы и устремлёнными ввысь каплями ключевой воды. В нижней же части в лазоревых волнах три червлённых плывущих карпа…
В верхней части герб по сторонам окаймлён узором из орнамента в национальном башкирском стиле. По всему периметру герба проходит окантовочная выпуклая замкнутая линия золотом.
Центральная фигура герба — цветок подсолнечника. Этот элемент герба подчёркивает, что село Аминево и Чишминский район славится урожаем подсолнечника. Подсолнечник стилизован под золотой диск солнца, освещающего и согревающего все живое на земле. Золотой цвет означает богатство и знатность, справедливость и милосердие.
Основные цвета герба — синий, зелёный и белый — являются цветами Государственного флага Республики Башкортостан, это, а также башкирский национальный узор по краям герба подчеркивают территориальную принадлежность Аминева к Республике Башкортостан.
Голубая оконечность герба указывает на реку Уза. Голубой цвет в геральдике — символ чести, славы, преданности, истины и добродетели. Навершие реки голубого поля две волнистые линии — чёрного и серебряного цветов. Чёрный цвет — символ осторожности, мудрости, постоянства в испытаниях. Серебряный цвет — символизирует благородство, откровенность и правдивость. На голубом поле — три плывущих зеркальных карпа. Карпы указывают на богатство водоёма рыбой. Красный цвет — символ мужества, красоты и жизни.
Капли ключевой воды, устремлённые ввысь, указывают на то, что как в самом селе, так и в окрестностях находится много оврагов с родниками, из которых текут быстрые ключи.

## Физико-географическая характеристика

### Месторасположение

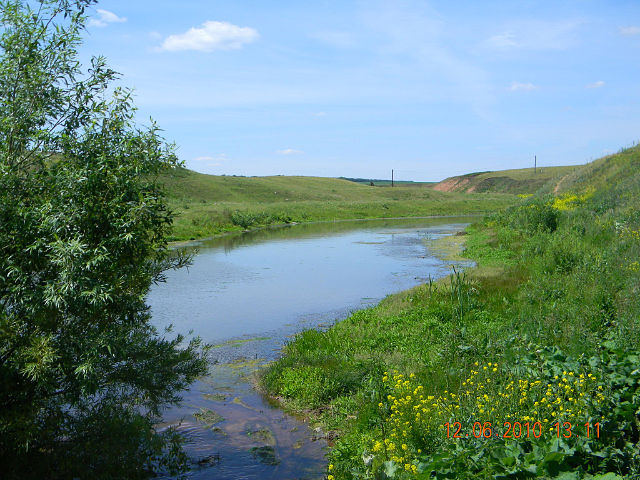
Река Уза

Село расположено в 150 км к западу от хребтов Башкирского (Южного) Урала, на берегу реки Узы, при впадении в неё рек Аеп и Зирекле. Южнее реки Узы пролегает дорога М-5 главная транспортная артерия Республики Башкортостан и трасса федерального значения Федеральная автомобильная дорога М5 «Ура́л». Село расположено 47 км западнее Уфы. До центра Чишминского района посёлка Чишмы 19 км, там же находится ближайшая узловая железнодорожная станция Куйбышевской железной дороги. Расстояние до:
- районного центра (Чишмы): 19 км,
- центра сельсовета (Арсланово): 7 км,
- ближайшей ж/д станции (Чишмы): 19 км.

### География
Протяженность села с юга на север — не более 0,8 км, с востока на запад — 3 км. Село выходит на реку Узу на протяжении около 3 км. В селе имеется два моста через реку — в центре и недалеко от крайней восточной границы села.
В 1798 году землемеры Оренбургской губернской канцелярии в отчётах по Генеральному размежеванию земель писали: «…возвышенном левом берегу реки Узы по склонам пяти небольших холмов отдельных друг от друга долинами. Река Уза пригодна для мельницы, в наделе несколько ключей и начало реки Большой-Аюнь. Надел в одном участке окружает селение. Поля на возвышенном холмистом месте, по правую сторону реки Узы, местами перерезаны горами и одним большим оврагом с крутыми обрывистыми берегами, 2 лесные участки расположены по возвышенному гористому месту…»

### Климат
Аминево находится в северо-лесостепной подзоне умеренного пояса. Для него характерны холодные и продолжительные зимы, тёплое лето. Климат умеренно континентальный, достаточно влажный. Средняя температура января −13,7 °C, минимальная −48,5 °C; июля «num|+19.3|°C» (1979 год), максимальная +38,6 °C (1952 год). Среднегодовая температура воздуха: num|+3.4|°C. Среднее количество осадков: 577 мм.

### Часовой пояс
Аминево находится в часовой зоне МСК+2. Смещение применяемого времени относительно UTC составляет +5:00.

## Этимология
Есть несколько версий происхождения названия поселения «Амин». По одной из версий мещеряки с Поволжья приобрели земли у башкира из рода Минов. На этих землях находилось урочище, которое башкиры из покон веков называли: «Амина тугае». Наши предки дали такое же название деревне.
По другой версии земли на пересечении рек Аеп и Узы принадлежали богатому торговцу по имени Амин бий. Был он очень начитан и уважаем земляками. Первая мечеть в деревне была построена на его пожертвования. В память о своем земляке село стала называться Аминевым.

## История

### Ранняя история

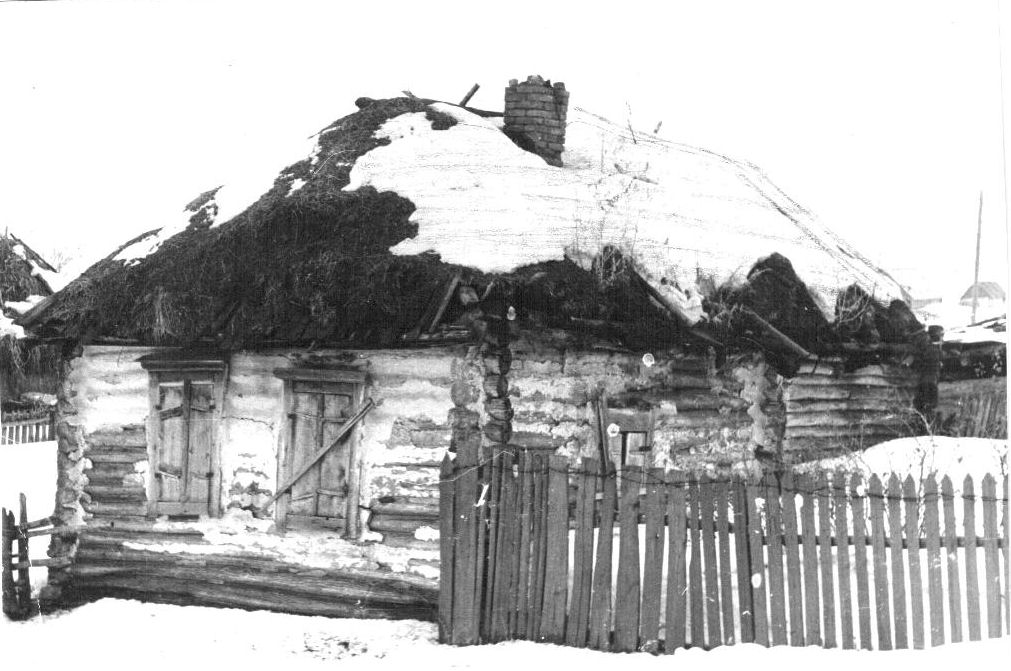
Дом дореволюционной постройки, село Аминево Чишминский район

Документально подтверждённая история Аминева начинается с 1739 года."…мишари д. Аминева Чуби — Минской волости имеют земли купленную в вечное владение, у Башкирцев по записи без года, а тептяри этой же деревни имеют земли по Указу Оренбургской губернской канцелярии 1747 г. и владеют совместно с мещеряками — однодеревенцами, то есть после Указа от 11 февраля 1738 года «О передаче башкирских земель мещерякам».…"
Однако первые упоминания о переселенцах на эти земли датируются XV веком, а башкиры начали продавать свои земли в начале XVI века. В купчих мещеряков деревни Аминева не указана дата покупки.
Существуют устные предания о возникновении села. «…В давние времена, в период сильной засухи один бий со своими людьми отправился искать лучшей доли. Двинулись они в путь с берегов великой реки Волги. Долгий путь прошли люди и наконец достигли берегов красивой реки. Старшему сыну бия понравились эти земли и им была заложена деревня (в настоящее время село Арсланово). Остальные продолжили путь. Проехали около 9 вёрст и остановились на ночлег. Теперь уже младшему сыну бия пришлись по душе живописные места вокруг временной стоянки. Однако бий решил не останавливаться и продолжить путь. Воспользовавшись крепким сном путешественников младший сын подпилил оси телег. Наутро, как только путники тронулись в путь с разных концов начали звучать возгласы: „Кучэр сынды“, что означало — сломалась ось. Путники вынуждены были остановится на ремонт и так и остались в этих местах. Первоначально деревню назвали: Кучэр сынды. В дальнейшем деревня была переименована в Аминево, по имени знатного торговца Амина.…»
В XVII—XVIII веках почти все жители села занимались пчеловодством, в частности бортничеством.
Во время Крестьянской войны XVII века в селе, в овраге под названием Бахтияр буе, скрывался от царских войск сподвижник Емельяна Пугачёва и бригадир его войска Бахтияр Канкаев, после того как в июле 1774 года потерпел поражение под деревней Зюри.
Канкаев, старшина одной из мишарских волостей Казанской губернии, примкнул к движению Пугачёва в декабре 1773 года, выступив крупным организатором восстания в Казанской дороге. В июне 1774 года по предписанию Пугачёва формировал отряды для пополнения главной повстанческой армии.
К 1795 году Аминево входило в состав Чуби-Минской волости. В этот год по всей России проводится перепись населения. В эту (пятую) перепись население деревни Аминево не входит.
С 1798 года была введена кантонная система управления. Из мещеряков было сформировано нерегулярное войско. Мещеряки Аминева относились к третьему кантону. На службу уходили на один год. С XIX века к службе привлекались сезонно.
Шестая перепись населения от 26 сентября 1811 года.
Население д. Аминева:
- мещеряки мужского пола: 93 душ.

Седьмая ревизия от 29 февраля 1816 года.
- мещеряки мужского пола: 127 душ,
- женского пола: 119 душ,
- типтяры мужского пола: 151 душ.

В 1865 году в 140 дворах проживало 834 человека. В селе была мечеть, медресе, водяная мельница. В 1906 году зафиксировано 2 мечети, школа, кузница, бакалейная лавка, хлебозапасный магазин.
Аминевцы участвовали во многих военных компаниях. В составе второго мишарского полка отличился походный старшина Абдулкадыр Биллалов. Воевал в Отечественной войне 1812 года. Награждён медалями «1812 год» и «Медаль за взятие Парижа в марте 1814 года».
В «Списке населенных мест по сведениям 1870 года», изданном в 1877 году, населённый пункт упомянут как деревня Аминева 1-го стана Уфимского уезда Уфимской губернии. Располагалась при речке Узе, по Казанскому почтовому тракту из Уфы, в 35 верстах от уездного и губернского города Уфы и в 25 верстах от становой квартиры в деревне Берсюванбаш. В деревне, в 140 дворах жили 834 человека (407 мужчин и 427 женщин, башкиры — 54%, тептяри — 46%), были мечеть, училище, водяная мельница.

### Советское время
В 1917 году в селе установилась советская власть. В этом же году по новой земельной реформе выделили земельные участки всем членам семьи независимо от возраста и пола.
Во время Гражданской войны через деревню Аминево проходил путь Чапаевской дивизии. В районе станции Чишмы было сосредоточено около 25 тысяч штыков и сабель колчаковцев. В селе стоял корпус генерала Каппеля, который находился в резерве. Вся операция была составной частью контрнаступления Красной армии на Восточном фронте. При отступлении белогвардейцы решили забрать с собой часть деревенской молодёжи для ухода за лошадьми. Молодёжи удалось укрыться в Узинском лесу.

В 1928 году в деревне образовался первый пионерский отряд. Руководителем был Аминев Миннигулла. С 1929 года пионеры стали помогать колхозу. 

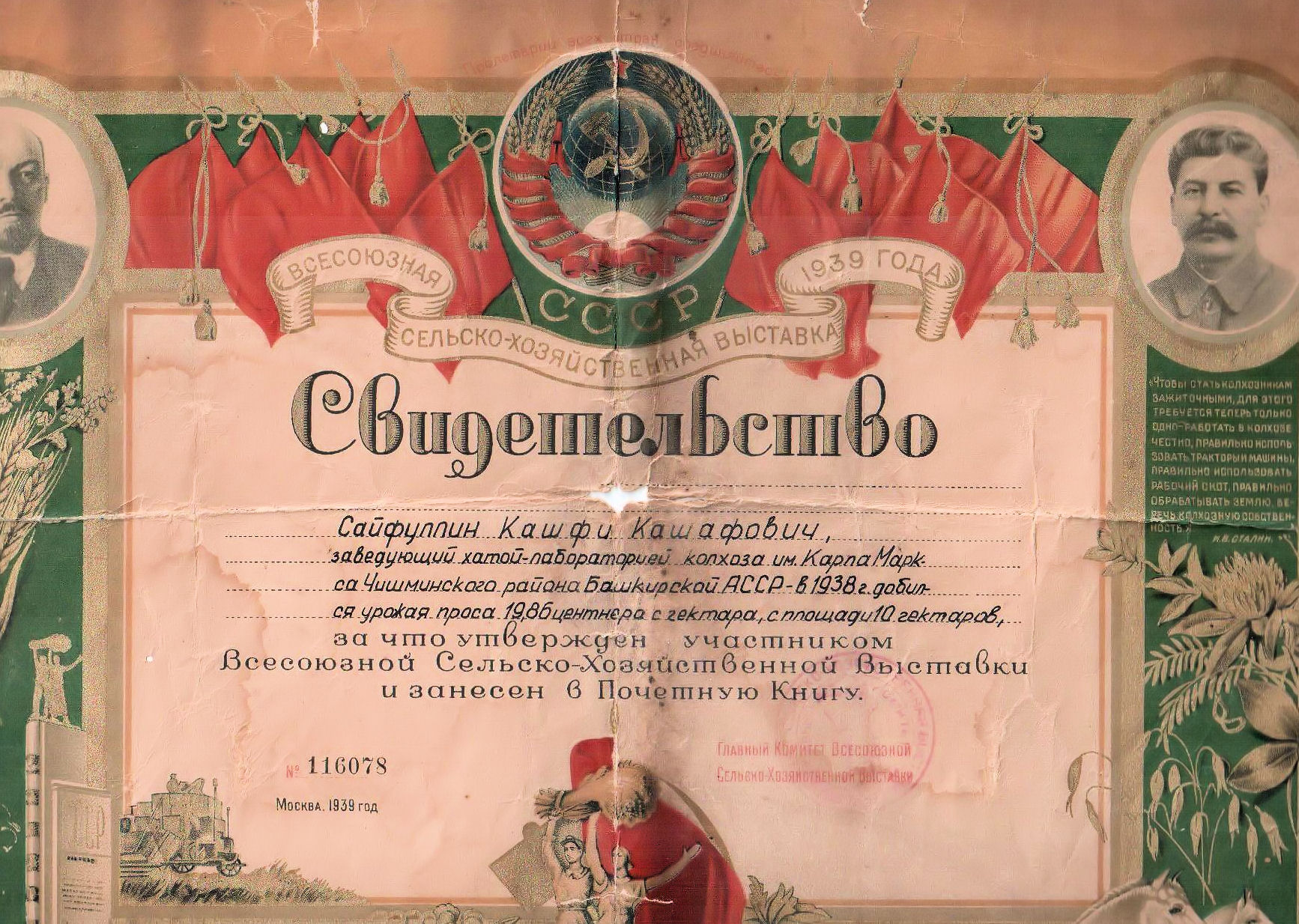
Свидетельство ВСХВ Сайфуллину К. К.

В 1929 году был организован колхоз имени Карла Маркса. Первым председателем колхоза был назначен Масалим Бикташев. Первым жителем села, вступившим в колхоз, был Манаев Миннигали. Его называли «сердце колхоза». В 1930—1931 годах в селе не осталось семей, не вступивших в колхоз.
В 1933 году председателем колхоза избирается Бахтияров Сагит, председателем сельсовета Карачурин Садыйк. В эти же года создается первичная комсомольская ячейка. Первыми комсомольцами села были девушки.

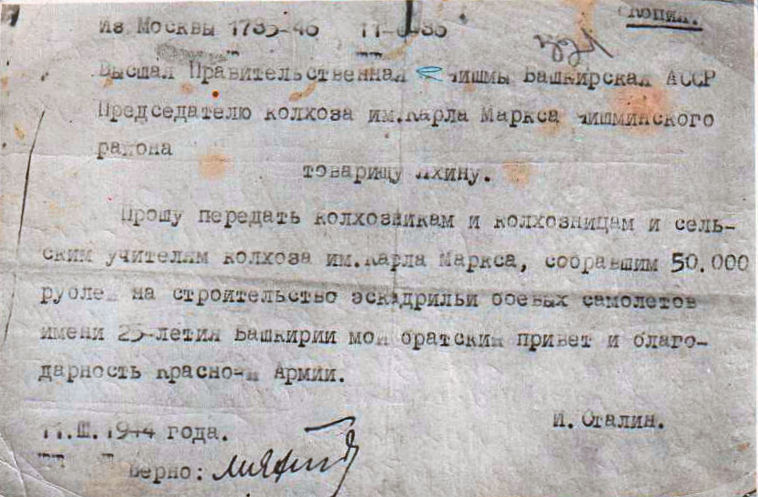
Правительственная телеграмма жителям села от И. В. Сталина

В 1938 году Кашфи Кашафович Сайфуллин, заведующий хатой-лабораторией колхоза имени Карла Маркса Чишминского района Башкирской АССР, добился урожая проса в 19,86 центнера с гектара, с площади 10 гектаров. В 1939 году Сайфуллин был утверждён участником Всесоюзной сельскохозяйственной Выставки и занесён в Почётную книгу, а также награждён большой серебряной медалью ВСХВ.
В годы Великой Отечественной войны колхозниками и учителями села были собраны денежные средства в размере 50 000 рублей на строительство эскадрильи боевых самолётов имени 25-летия Башкирии, за что жители получили благодарность от И. В. Сталина Высшей правительственной телеграммой № 1735-46 от 11 марта 1944 года.
В 1957 году село первым в районе было электрифицировано. В 1968 году в селе была установлена водонапорная башня для подачи питьевой воды, и с этого времени население деревни начало пользоваться центральным водоснабжением. В те годы в селе был птичник и разбит колхозный сад.

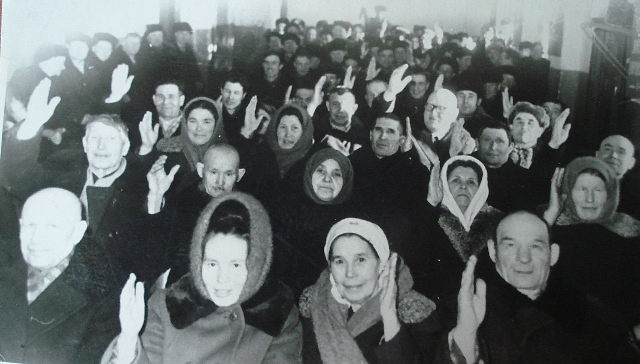
Отчетно-выборное собрание колхоза. 1969 год

В 1959 году на базе колхозов «Карл Маркс», «Ворошилов», «Игенче», «Сталин», «Баскак», «Марс», «Калинин» был создан колхоз-гигант «Дружба». Куда вошли населённые пункты: Арсланово, Уразбахты, Салихово, Узытамак, Санжаровка, Илькашево, Бишкази, Дмитриевка, Кахновка, Новая, Аминево, Леонидовка, Ирек. Председателем укрупнённого колхоза был избран Абдулла Аббасович Садыков.
В Аминеве было образовано четыре бригады, за каждым членом была прикреплена земля, лошади, инвентарь. Возделывались такие культуры, как лён и горчица.
Учитывая затруднение в руководстве столь крупным хозяйством, в июне 1963 года деревни Новая, Аминево, Леонидовка, Бишкази, Дмитриевка, Кахновка, отделившись от колхоза «Дружба», образовали колхоз «Рассвет».
В 1986 году на базе колхоза «Рассвет» образован совхоз «Восток».

### Урожайность сельскохозяйственных культур совхоза «Восток»
| Культура                    | Период,ц/га | Период,ц/га | Период,ц/га | Период,ц/га | Период,ц/га |
| Культура                    | 1986        | 1987        | 1988        | 1989        | 1990        |
| --------------------------- | ----------- | ----------- | ----------- | ----------- | ----------- |
| Озимая рожь                 | 33,0        | 18,0        | 15,2        | 23,5        | 34,5        |
| Яровая пшеница              | 28,2        | 15,4        | 14,6        | 11,0        | 18,7        |
| Сахарная свёкла             | 256         | 198         | 210         | 190         | 175         |
| Кукуруза (на силос)         | 325         | 260         | 350         | 320         | 290         |
| Многолетние травы (на сено) | 21,5        | 17,4        | 16,6        | 15,9        | 18,0        |
| Зерновые культуры, всего    | 30,5        | 17,1        | 14,2        | 11,0        | 26,1        |

### Современный период
Сегодня Аминево крупное село. Село асфальтировано и газифицировано. Близость к Уфе благоприятствует развитию инфраструктуры села.

## Социальная сфера

### Образование
Первое учебное заведение, двуклассная школа была открыта 1 сентября 1915 года. С 1920 года — четырёхлетняя школа I степени, с 1953 года — семилетка. В 1995 году построено типовое здание школы с девятилетним обучением.

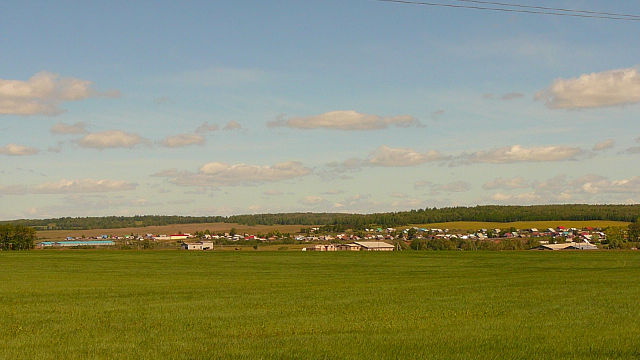
Просторы села Аминева
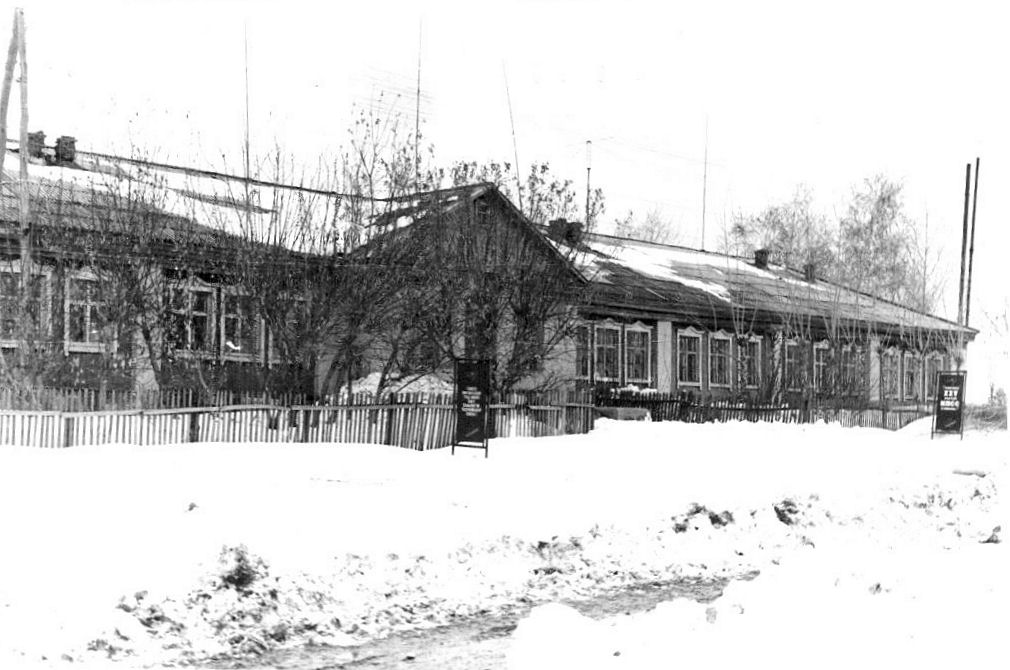
Аминевская восьмилетняя школа, 1970-е гг
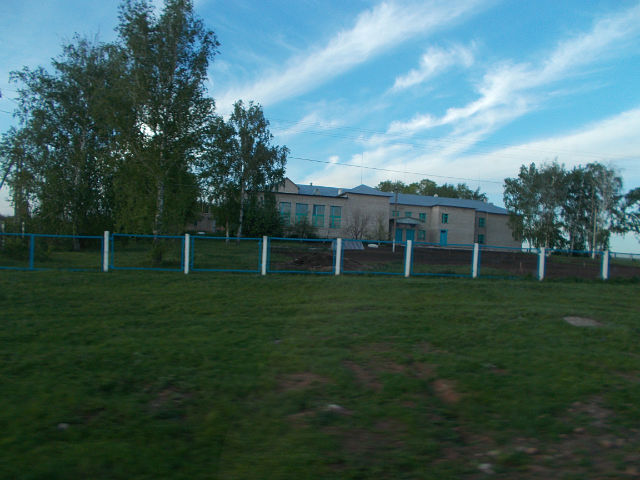
Аминевская девятилетняя школа, 2000 гг

### Здравоохранение
В селе работает фельдшерско-акушерский пункт.

## Культура

### Библиотеки
В селе действуют две библиотеки. Школьная библиотека и филиал районной библиотеки в здании сельского дома культуры.

### Музеи

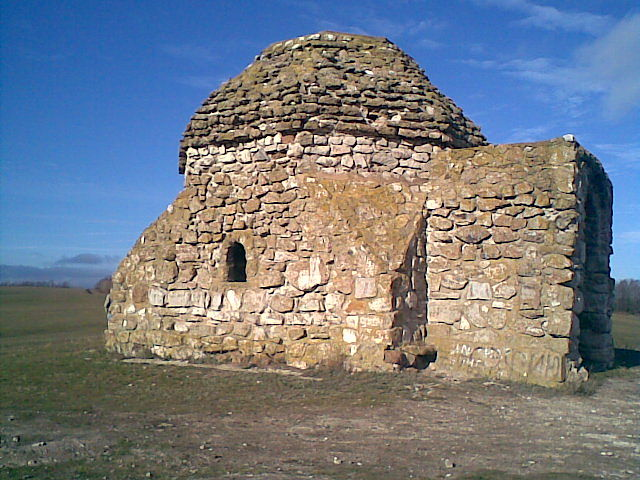
Мавзолей (кешене) Тура хана, XIV век

С 2011 года в здании школы работает краеведческий музей села, восстановленный силами коллектива учителей.

### Памятники

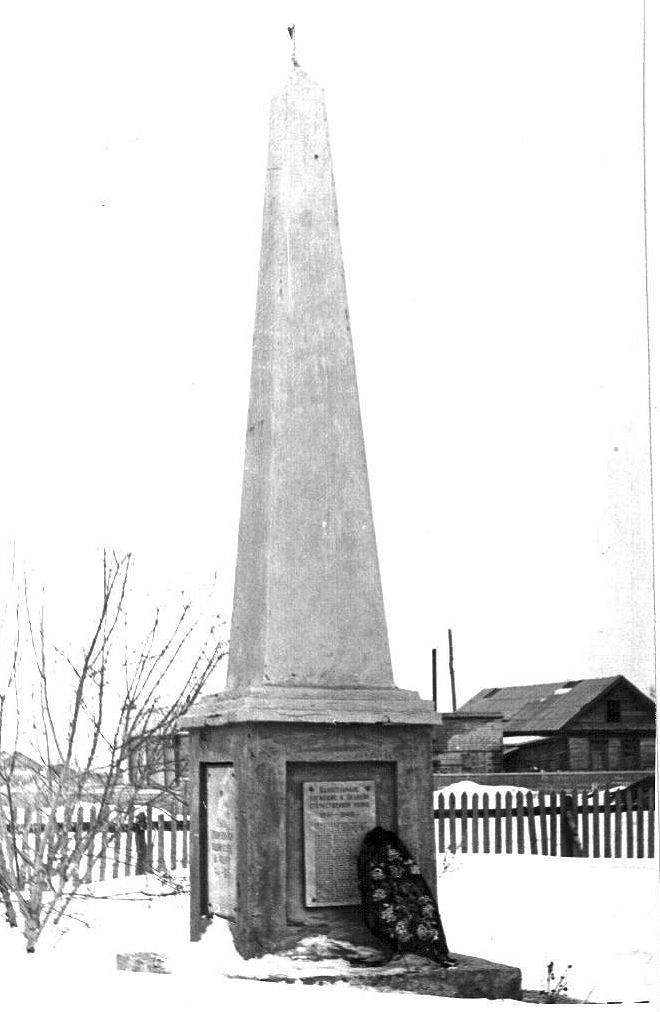
Обелиск погибшим воинам-односельчанам, 1970-е годы

Недалеко от села находится памятник XIV века, яркий образчик средневековой архитектуры — Мавзолей Тура-хана (кэшэнэ) Тура хана.
В 1970 году на заседании парткома колхоза «Рассвет» принято постановление о построении монумента памяти погибшим односельчанам в Великой Отечественной войне. В том же году монумент «Обелиск» погибшим воинам односельчанам" был построен. Это святое место для каждого жителя села: здесь проходят торжественные мероприятия, посвящённые войне, сюда возлагают цветы первоклассники и выпускники, это место, где собираются вместе все жители села.

## Религия
В селе есть мечеть.